# 小出満二

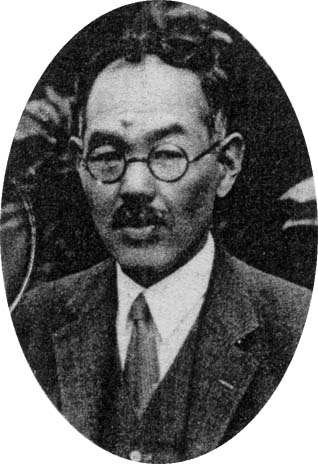
小出満二

小出 満二（こいで まんじ、1879年8月13日 - 1955年5月29日）は、農政学者。
兵庫県養父郡伊佐村生まれ。第一高等学校卒、1906年東京帝国大学農科大学卒、同助手、1910年鹿児島高等農林学校要員としてドイツ、英国へ留学、13年米国をへて帰国、14年鹿児島高等農林学校教授、1918－20年シドニー大学交換教授。21年文部省督学官、1928年九州帝国大学農学部教授、1936年鹿児島高等農林学校校長を兼ねる。1938年東京高等農林学校（現東京農工大学）校長。45年定年退官、東京高等農林学校名誉教授。1945年正三位、没後勲二等旭日重光章受勲。内村鑑三、新渡戸稲造に師事。吉村証子は六女。
財団法人農民教育協会が教育事業を引き継ぎ誕生した鯉淵学園初代学園長（鯉淵学園農業栄養専門学校）に就任。墓所は多磨霊園。

## 著書
- 『新西蘭羊業概況』南洋協会台湾支部 南洋叢書 1920
- 『デンマルク農民教育』東京公民社 1926
- 『郷土芸術』社会教育協会 民衆文庫 1928
- 『農業教育』東洋図書 1928
- 『農村教育　農村問題大系』日本評論社 1932
- 『新編女子公民教科書』明文堂 1932
- 『公民科教授備考 公民教科書用』明文堂 1934
- 『オウストレリヤ農牧事情』農村更生協会 1942
- 『農村史話』輝文堂書房 1943
- 『デンマルクの話 敗戦のドン底から起ち上り文化と生活を高めた平和国』産業図書 産業叢書 1946
- 『但馬牛産論』「但馬牛産論」刊行委員会 2004

### 共著
- 『最新実業補習教育要義』山口啓市共著 明文堂 1928
- 『デンマーク農村生活』内山数雄共著 成美堂書店 1928
- 『新撰作物各論教科書』菊地良樹共著　東洋書院 1932
- 『福岡県郷土読本』三松荘一共著　東洋書院 1932
- 『農業横座案内』校 あらた叢刊会 1937

## 注
1. ↑  名前の読みが「みつじ」となっているものもあるが、正しくは「まんじ」
2. ↑  『但馬牛産論』附載年譜